# K・K・センティル・クマール
K・K・センティル・クマール（K. K. Senthil Kumar）は、インドのテルグ語映画で活動する撮影監督。

## 人物
シカンダラーバード・ボラルム出身で、3人兄弟の長男として生まれる。2009年6月25日にヨガ・インストラクターの女性と結婚し、2人の息子をもうけた。
2017年にオンライン・ウェブ販売サイト「サクティマート」を立ち上げた。同サイトは2017年に登録され、ウェブデザイン会社センティル・ソフトウェア・ソリューションズが運営している。

## キャリア
プネーのインド映画テレビ研究所で撮影コースを卒業し、2003年にチャンドラ・シェーカル・イェレティの『Aithe』で撮影監督デビューする。S・S・ラージャマウリの監督映画に起用されることが多く、2004年に『Sye』に参加したのを皮切りに『チャトラパティ』『ヤマドンガ』『マガディーラ 勇者転生』『マッキー』『バーフバリ 伝説誕生』などのヒット作に関わった。

## フィルモグラフィー
- Aithe（2003年）
- Sye（2004年）
- チャトラパティ（英語版）（2005年）
- Ashok（2006年）
- ヤマドンガ（2007年）
- Three（2008年）
- Arundhati（2009年）
- マガディーラ 勇者転生（2009年）
- Thakita Thakita（2010年）
- Golconda High School（2011年）
- マッキー（2012年）
- Rough（2014年）
- バーフバリ 伝説誕生（2015年）
- バーフバリ 王の凱旋（2017年）
- Vijetha（2018年）
- RRR（2022年）

## 受賞歴
- 南インド国際映画賞テルグ語映画部門撮影賞
  - 『マッキー』（2012年）[2][3]
  - 『RRR』（2023年）[4]
- フィルムフェア賞 南インド映画部門撮影賞（英語版）
  - 『マガディーラ 勇者転生』（2010年）
  - 『バーフバリ 伝説誕生』（2015年）
  - 『バーフバリ 王の凱旋』（2017年）
  - 『RRR』（2023年）[5]
- CineMAA賞（英語版）撮影賞
  - 『ヤマドンガ』（2008年）
  - 『マガディーラ 勇者転生』（2010年）
- ナンディ賞撮影賞
  - 『マッキー』（2012年）
  - 『バーフバリ 伝説誕生』（2015年）